# 福島丸 (6代)
福島丸（ふくしままる）は、福島県教育庁が所有している漁業実習船。福島県立小名浜海星高等学校の実習に使用されている。本項目では、2017年度に建造された6代目を取り扱う。

## 概要
5代目の代船として宮城県石巻市のヤマニシで建造され、2017年に竣工した。
本船はマグロ延縄漁の漁業実習、航海や機関の実習を行う。マグロ漁の実習はハワイ近海で行う。

## 特徴
- 風呂がある[6]。

## 略歴
- 1954年（昭和29年）4月1日- 初代竣工
- 1964年（昭和39年）5月10日- 2代目竣工
- 1974年（昭和49年）5月20日- 3代目竣工
- 1985年（昭和60年）3月25日- 4代目竣工
- 1998年（平成10年）3月10日- 5代目竣工
- 2017年（平成29年）7月28日- 6代目進水

## エピソード
- 約1か月半の長期実習航海でマグロ等の水揚げは2020年は約22トンだった[9]。
- マグロの水揚げは神奈川や静岡だけではなく、2011年からは小名浜港でも水揚げされるようになり、いわき市内のスーパーで「まぐろ祭り」と題して販売されるようになった[10]。いわき海星高校マグロとして販売される事がある[9]。
- 水揚げしたマグロなどはいわき市内のスーパーで販売された事がある[11][12]。
- サバの缶詰が販売される事がある[13]。
- 一般公開されることがある[14]。[15][16][17]。
- 長期実習航海の出発や帰港は地元の風物詩[11][18][19]。